# Seatrain Lines
Die Seatrain Lines, Inc. war eine US-amerikanische Reederei, die von 1929 bis 1981 existierte. Sie bot ursprünglich den Seetransport von Eisenbahn-Güterwagen zwischen US-Häfen und Kuba an, wechselte ab den 1950er Jahren jedoch schrittweise zur Containerbeförderung und betrieb in den 1970er Jahren unter anderem einen Transatlantik-Container-Liniendienst. Die Tochterfirma Seatrain Shipbuilding war in den 1970er Jahren im Schiffbau tätig.

## Geschichte

### Linienverkehr
Die in New York gegründete Reederei eröffnete im Dezember 1928 mit zwei Fährschiffen einen Eisenbahn-Trajekt-Dienst zwischen Belle Chasse südlich von New Orleans und Havanna, Kuba. Ab 6. Oktober 1932 wurde dieser Linienverkehr in den New Yorker Hafen nach Hoboken verlängert. Um in Hoboken nicht von einer einzelnen Bahngesellschaft abhängig zu sein, erwarb Seatrain Lines im selben Jahr die Hoboken Shore Railroad, die die Hafenanlagen mit Strecken der Erie Railroad und der Delaware, Lackawanna and Western Railroad verband.

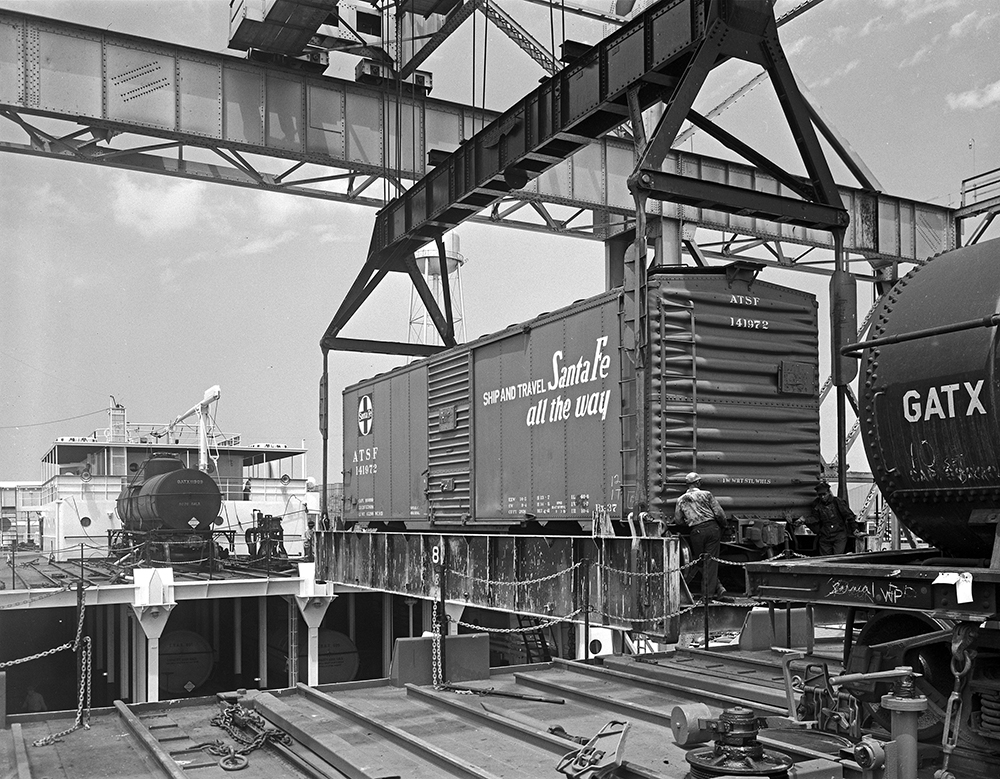
Verladung eines Güterwagens der AT&SF in die Seatrain Louisiana; 1952

Die beiden zunächst eingesetzten Schiffe, Seatrain und Seatrain New Orleans, sowie später Seatrain New York und Seatrain Havana, konnten je etwa 100 beladene Eisenbahnwaggons befördern. Die Güterwagen wurden in den Häfen mit Kränen zwischen Gleisanlagen an den Kais sowie dem Hauptdeck oder einer zentral auf jedem Seatrain-Schiff angeordneten offenen Luke umgeschlagen. Über diese Luke konnten drei Zwischendecks erreicht werden. Sowohl Haupt- als auch Zwischendecks waren mit vier parallelen Gleisen versehen, auf denen die Wagen mittels dampfbetriebener Seilwinden positioniert wurden.

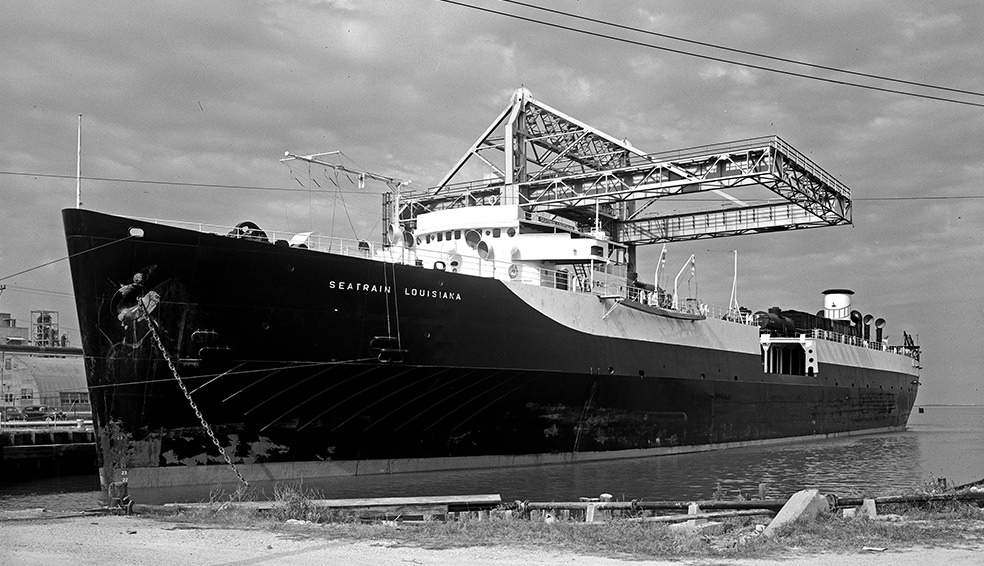
Seatrain Louisiana; 1952. Mittig die Luke zur Verladung der Güterwagen.

Sowohl während des Zweiten Weltkriegs als auch während des Vietnamkriegs wurden Seatrain Lines-Schiffe requiriert. So standen ab Juli 1941 zunächst zwei und ab dem Frühjahr 1942 schließlich alle fünf Schiffe unter dem Kommando der War Shipping Administration. Die Rückgabe an Seatrain erfolgte schrittweise im März, Mai und Juni 1946.
Mit der Wiederaufnahme des regulären Linienverkehrs 1946 verlagerte Seatrain Lines seine Umschlaganlagen im New Yorker Hafen von Hoboken in das Terminal der New York, Susquehanna and Western Railway in Edgewater. Aufgrund von politischen Spannungen musste der Liniendienst nach Kuba 1951 wieder eingestellt werden. Mit dem von Seatrain erworbenen Schiff Seatrain New Orleans führte die West India Fruit and Steamship Company den Fährbetrieb nach Kuba von 1954 bis 1961 ab Belle Chasse weiter.
Seatrain Lines verblieb die Küstenschifffahrt zwischen Edgewater (New York), Savannah (ab 1951), Belle Chasse (New Orleans) und Texas City. Im Mai 1963 eröffnete Seatrain Lines einen Liniendienst zwischen Edgewater und San Juan auf Puerto Rico, wo aber aufgrund des ungenügenden puerto-ricanischen Eisenbahnsystems kaum Nachfrage für den Trajekt von Güterwagen bestand. Stattdessen dominierte auf dieser Verbindung von Beginn an der Containertransport.
Angeregt durch den zunehmenden Erfolg von Malcom McLeans Sea-Land Corporation beförderte Seatrain Lines ab 1957 neben Güterwagen auch Container. Zunächst wurden ausschließlich Seatrain-eigene, 27 Fuß lange Behälter verwendet; ab den frühen 1960er Jahren zudem 40 Fuß lange Container einer auch durch die Baltimore and Ohio Railroad und die Missouri Pacific Railroad genutzten Bauart. ISO-Container wurden ab Mitte des Jahrzehnts befördert. Auf den zum Güterwagen-Trajekt konstruierten Schiffen wurden die Container auf den Zwischendecks auf flache, eigens dafür konstruierte Güterwagen verladen und über die Gleise auf den Decks verschoben. Zudem wurden 1966 und 1967 sieben Schiffe in Dienst gestellt, die von vornherein hauptsächlich auf Transport von Seefracht-Containern ausgelegt waren.
Der Linienverkehr nach Savannah endete am 17. Mai 1963. Belle Chasse (New Orleans) wurde am 17. Juni 1964 zum letzten Mal angelaufen, nachdem die Einnahmen pro Frachtmeile im Linienverkehr zwischen Edgewater und Belle Chasse seit 1958 um 28 % zurückgegangen waren. Im Verkehr von und nach Puerto Rico war Seatrain Lines hingegen Ende der 1960er Jahre die nach Tonnage zweitgrößte Reederei hinter Sea-Land. 1967 wurden hier 350.581 Tonnen Fracht befördert, etwa zwei Drittel davon südwärts und zu über 78 % in Containern. 1968 eröffnete Seatrain Lines das Umschlagterminal Port-Seatrain in Weehawken, das die Anlagen in Edgewater 1971 vollständig ablöste. Damit wurde zugleich der Trajekt von Güterwagen eingestellt.
Transeastern Associates, eine in den 1950er Jahren gegründete Reederei zweier New Yorker Unternehmer, übernahm Seatrain Lines am 8. September 1966 für 8,5 Millionen US-Dollar. Während Seatrain Lines in den vier Monaten vor der Fusion Verluste in Höhe von 0,5 Millionen Dollar verbucht hatte, wies die wesentlich kleinere Transeastern in den zehn Monaten vor dem Zusammenschluss einen Gewinn von rund sieben Millionen Dollar aus.
Über eine Transeastern-Tochterfirma namens Hudson Waterways Corporation erwarb Seatrain Lines 1969 sieben weitere Containerschiffe, überwiegend Umbauten aus T2-Tankern. Mit Transchamplain, Transontario und Transoneida nahm die Reederei Linienverkehre an der US-Westküste sowie von dort nach Hawaii und Guam auf. Dieser Markt war bislang durch die Matson Navigation Company dominiert worden. Die Sparte Seatrain Lines California erzielte jedoch nicht die erwarteten Umsätze und stellte den Betrieb im April 1974 ein. Anlagen und Material einschließlich der drei Schiffe wurden für 14,5 Millionen Dollar an Matson verkauft.
Die vier weiteren neu erworbenen Schiffe wurden nach Puerto Rico eingesetzt und bildeten zudem die Grundlage für einen Linienverkehr zum Containertransport zwischen der US-Ostküste und europäischen Atlantikhäfen. Für diese Leistungen ließ Seatrain Lines in den Nordseewerken die Containerschiffe Euroliner und Eurofreighter bauen, die 1971 fertiggestellt wurden. Es handelte sich dabei um die ersten Linienfrachtschiffe mit Gasturbinenantrieb. 1972 folgten die ähnlich aufgebauten Asialiner und Asiafreighter für Linienverkehre zwischen der US-Westküste und Asien.
In den 1970er Jahren nahm Seatrain Lines im Bereich der Trampschifffahrt auch den Transport von Öl und Kraftstoffen in Tankern auf.

### Schiffbau: Seatrain Shipbuilding
Seatrain Lines versuchte sich ab 1968 unter der Bezeichnung Seatrain Shipbuilding im Schiffbau. Das Unternehmen mietete dazu ab 1969 Teile des Brooklyn Navy Yards von der Stadt New York City. Der Aufbau der Anlagen wurde mit direkten staatlicher Darlehen in Höhe von fünf Millionen Dollar, staatlichen Garantien für 90 % von 82 Millionen Dollar Bankdarlehen und eigenen Investitionen von 38 Millionen Dollar gedeckt. In den folgenden Jahren wurden in der Werft vier Tanker der Größenklasse VLCC (Very Large Crude Carrier), neun Leichter und zwei RoRo-Schiffe gebaut. Einnahmen und Auftragslage blieben jedoch unter den Erwartungen zurück. Im Dezember 1974 entließ Seatrain Shipbuilding  zunächst 1100 seiner 3200 Mitarbeiter und stellte am 22. Januar 1975 weitere 1800 Mitarbeiter zunächst für vier Wochen frei. Mit weiteren Zuschüssen konnte der Betrieb fortgeführt werden. Am 8. Mai 1979 wurde die Werft jedoch endgültig geschlossen.

### Konkurs
Bereits ab den 1960er Jahren verbuchte Seatrain zeitweise Verluste. Die hohen Investitionen in die Schiffbau-Sparte und die Expansion in den 1970er Jahren konnten nicht amortisiert werden. Über die folgenden Jahre wurden immer wieder größere Summen einschließlich staatlicher Darlehen im Gesamtumfang von fast 400 Millionen Dollar in das Unternehmen eingebracht, ohne dass sich dessen Situation je substanziell besserte. Schließlich musste das Unternehmen am 11. Februar 1981 Konkurs anmelden, nachdem im vorangegangenen Quartal ein Verlust von 150 Millionen Dollar verbucht wurde und drei Gläubiger die Begleichung ihrer Forderungen anmahnten.

## Schiffe (Auswahl)

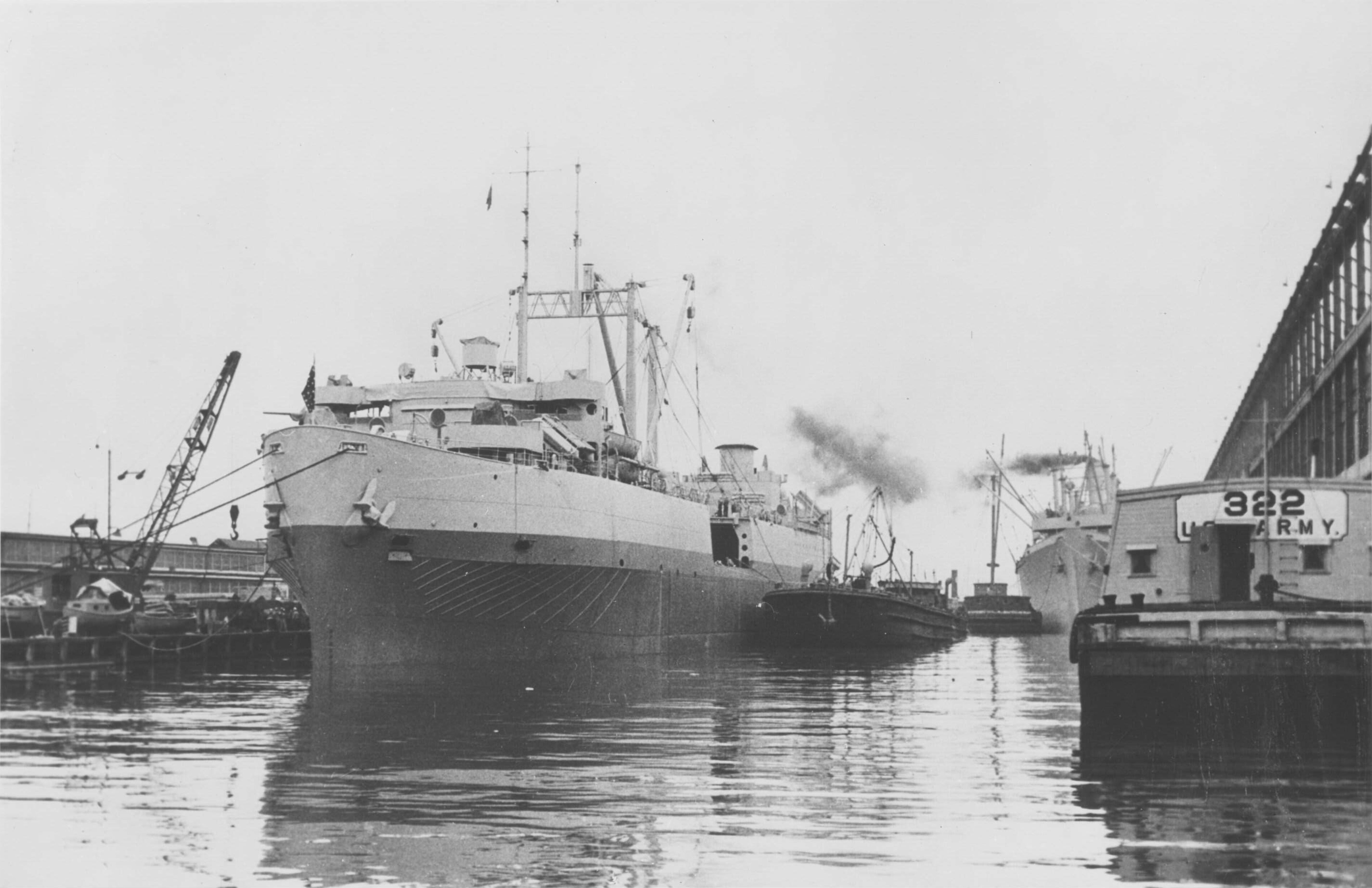
Seatrain Texas; 1940er Jahre

Seatrain Delaware; nach 1967

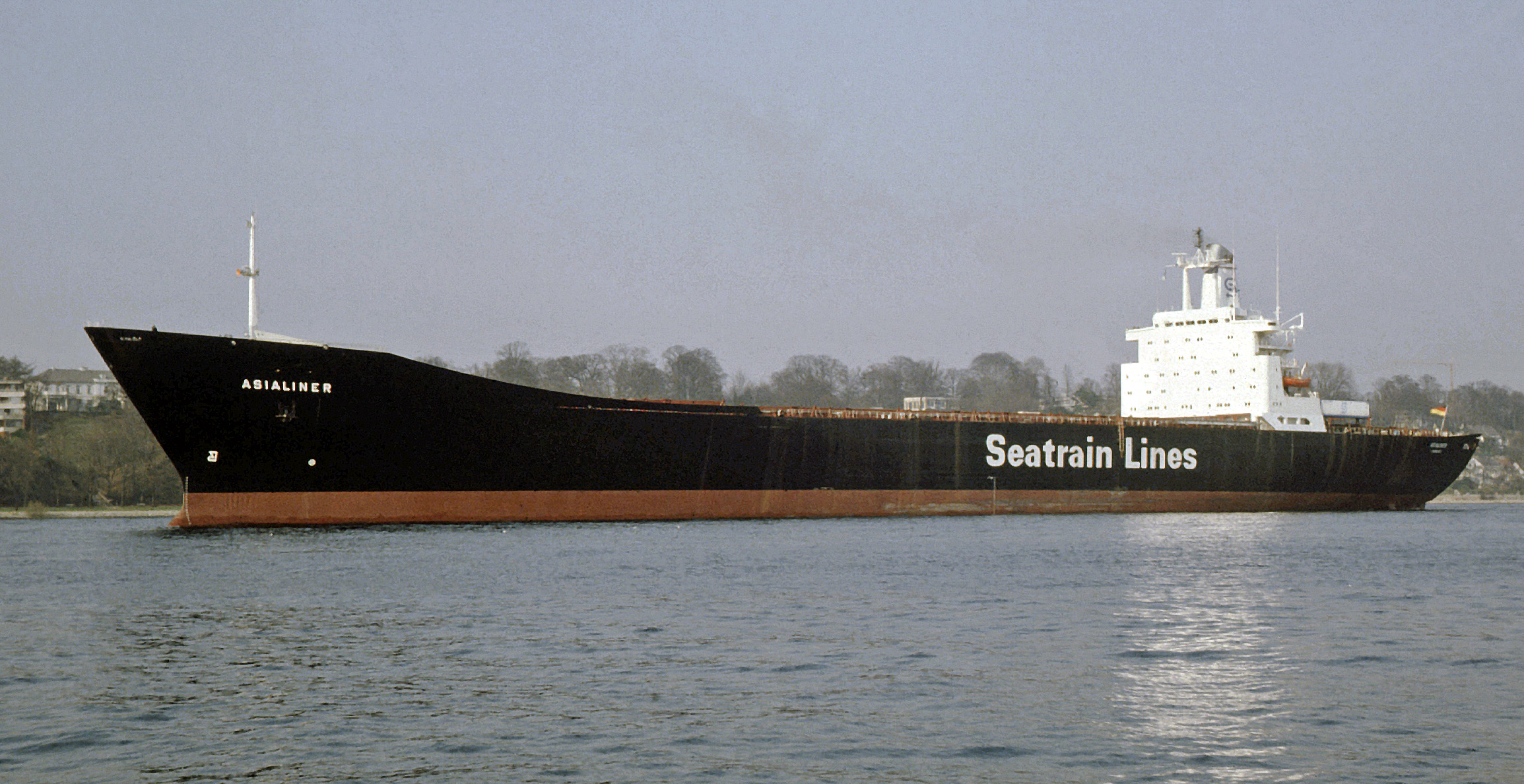
Asialiner; 1980

- Seatrain, später Seatrain New Orleans, nach 1954 bei der WIF Sea Level (erworben 1928)
- Seatrain New York (1932)
- Seatrain Havana, ab 1951 Seatrain Savannah (1932)
- Seatrain New Jersey (1939)
- Seatrain Texas (1939)
- Seatrain Georgia (1951)
- Seatrain Louisiana (1951)
- Seatrain Puerto Rico (1966)
- Seatrain Carolina (1967)
- Seatrain Florida (1967)
- Seatrain Maryland (1967)
- Seatrain Maine (1967)
- Seatrain Washington (1967)
- Seatrain Ohio (1967)
- Seatrain San Juan (1967)
- Seatrain Delaware (1967)
- Transchamplain (1969)
- Transontario (1969)
- Transoneida (1969)
- Transhawaii (1969)
- Transidaho (1969)
- Transindiana (1969)
- Transoregon (1969)
- Euroliner (1971)
- Eurofreighter (1971)
- Asialiner (1972)
- Asiafreighter (1972)